# グロースホイバッハ
グロースホイバッハ (ドイツ語: Großheubach) はドイツ連邦共和国バイエルン州ミルテンベルク郡に属す市場町。

## 地理

### 位置
グロースホイバッハはマイン渓谷内、シュペッサルトとオーデンヴァルトの境界に位置する。市場町グロースホイバッハは、クロッツェンホーフ地区とロスホーフ地区からなる。最高地点は標高439mのオスピスラインである。グロースホイバッハはフランケン赤ワイン街道に沿いにある。

### 自治体の構成
この町は、公式には4つの地区 (Ort) からなる。このうち小集落や孤立農場などを除く集落を以下に列記する。
- グロースホイバッハ
- クロッツェンホーフ

## 歴史
グロースホイバッハの古い地名は、Heidebah あるいは Grotzenheidbach である。
- 紀元前1000年頃: 最初の入植（骨壺葬地）。
- 900年頃: 文献上最初の記録。
- 1200年頃: クリンゲンベルク家、ビッケンバッハ家、ドイツ騎士団の所領となる。
- 1300年頃: ルーレスベルク、現在のエンゲルベルクに最初の礼拝堂が設けられた。
- 1483年: グロースホイバッハはマインツ大司教領となった。（1803年まで）
- 1612年: 町役場が建設された。
- 1630年: エンゲルベルクにカプチン会修道院が創設された。
- 1816年: バイエルン領に移された。
- 1828年: エンゲルベルク修道院がフランチェスコ会に移された。
- 1896年: 古い教会の拡張: 現在の教区教会が建設された。

## 行政

### 議会
グロースホイバッハの町議会は20議席からなる。

## 文化と見所

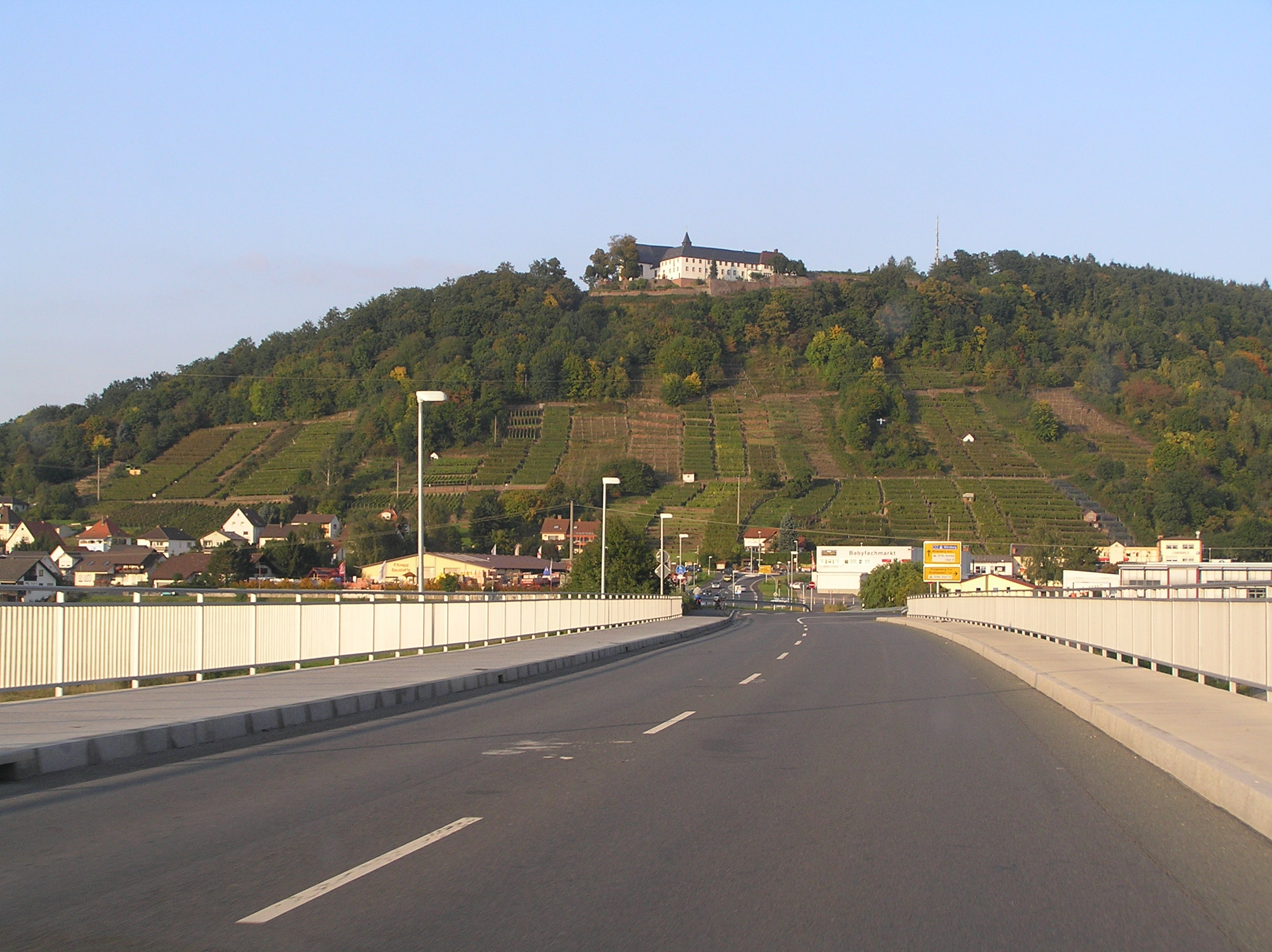
マイン川の橋からみたグロースホイバッハ。正面の山がエンゲルベルクで、山上に修道院が見える。

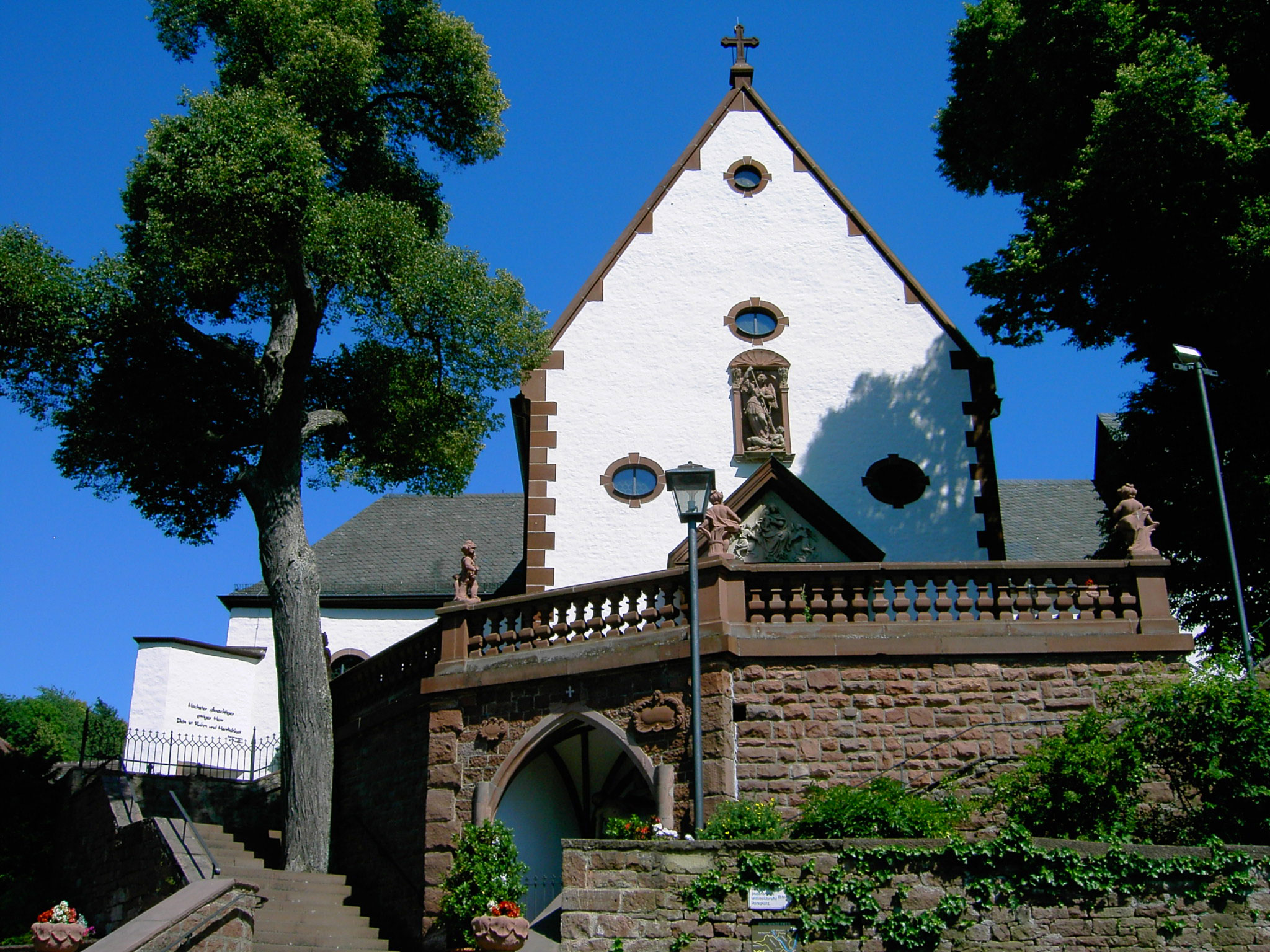
エンゲルベルク修道院

### 建築
- 聖ペーター教区教会
  - 1247年: 初めて主任司祭が設けられた。
  - 1519年: 初めて鐘が取りつけられた。
  - 1609年: 防壁、防壁内通路、胸壁と有する堅固な防衛教会として建設された。（ロマネスク様式）
  - 1895年 - 1897年: 教会が現在の外観に拡張された。
  - 1949年: 鐘を入手。
  - 1959年: 嵐で塔が倒壊した。
  - 1987年: 改修工事が行われた。
- 歴史的町役場
  - 歴史的町役場は1611年から1612年に建築家オットー・オスヴァルトによって木組み建築で建設された。この建物はアムト・プロツェルテンの出張所として用いられ、1階は監獄として利用されていた。
- アーベンダンツシェス・ハウス
  - アーベンダンツシェス・ハウスは1600年頃にグロースホイバッハの中心部に建てられた木組み建築である。何世紀もの間にこの建物は改築がなされている。1987年から1990年の修復後、この建物は覆いが外されオリジナルのファサードが再び見られるようになった。この建物は、ワイン商人ヨハン・ジーモン・アーベンダンツやアモールバッハ修道院の修道院長の居館として用いられた。
- エンゲルベルク修道院
  - 有名な巡礼教会を持つエンゲルベルク修道院は1300年頃に創設された。1630年にカプチン会のために建てられた建物は、1828年にバイエルン王ルートヴィヒ1世の命令によりフランチェスコ会に引き渡され、現在も修道院として機能している。海抜250mのエンゲルベルクには、612段の「天使の階段」がブンテル砂岩で造られている。
- 歴史的な異教徒の宗教施設
  - フンネンシュタット（フン族の石）あるいはフンネンシュッセル（フン族の鉢）とも呼ばれる。現在のエンゲルベルク修道院近くの山上にある。何メートルもある砂岩のブロックに円形の窪みが刻まれている。

## 人物

### 出身者
- グイド・クラッチュマー（1953年 - ）陸上競技選手。モントリオールオリンピック十種競技銀メダリスト。

## 引用
1. ↑  https://www.statistikdaten.bayern.de/genesis/online?operation=result&code=12411-003r&leerzeilen=false&language=de Genesis-Online-Datenbank des Bayerischen Landesamtes für Statistik Tabelle 12411-003r Fortschreibung des Bevölkerungsstandes: Gemeinden, Stichtag (Einwohnerzahlen auf Grundlage des Zensus 2011)
2. ↑  Bayerische Landesbibliothek Online